# 린 오스본
린 오스본(Lyn Osborn, 1926년 1월 23일 ~ 1958년 8월 30일)은 미국의 배우이다.
위치토폴스에서 태어났으며 로스앤젤레스에서 사망하였다.

## 영화
- 비행접시 인간의 침입 (1957년)
- 놀랍도록 거대한 남자 (1957년)